# Zubizuri
O Zubizuri ("ponte branca" em basco), também conhecido como Puente Peatonal del Campo de Volantín, embora popularmente seja chamado de "ponte de Calatrava",  é uma ponte em arco  sobre a ria de Bilbau, na cidade basca de Bilbau, no norte da Espanha. Liga o Campo de Volantín (Castaños) na margem direita com Uribitarte (o Ensanche) na margem esquerda.

## Descrição

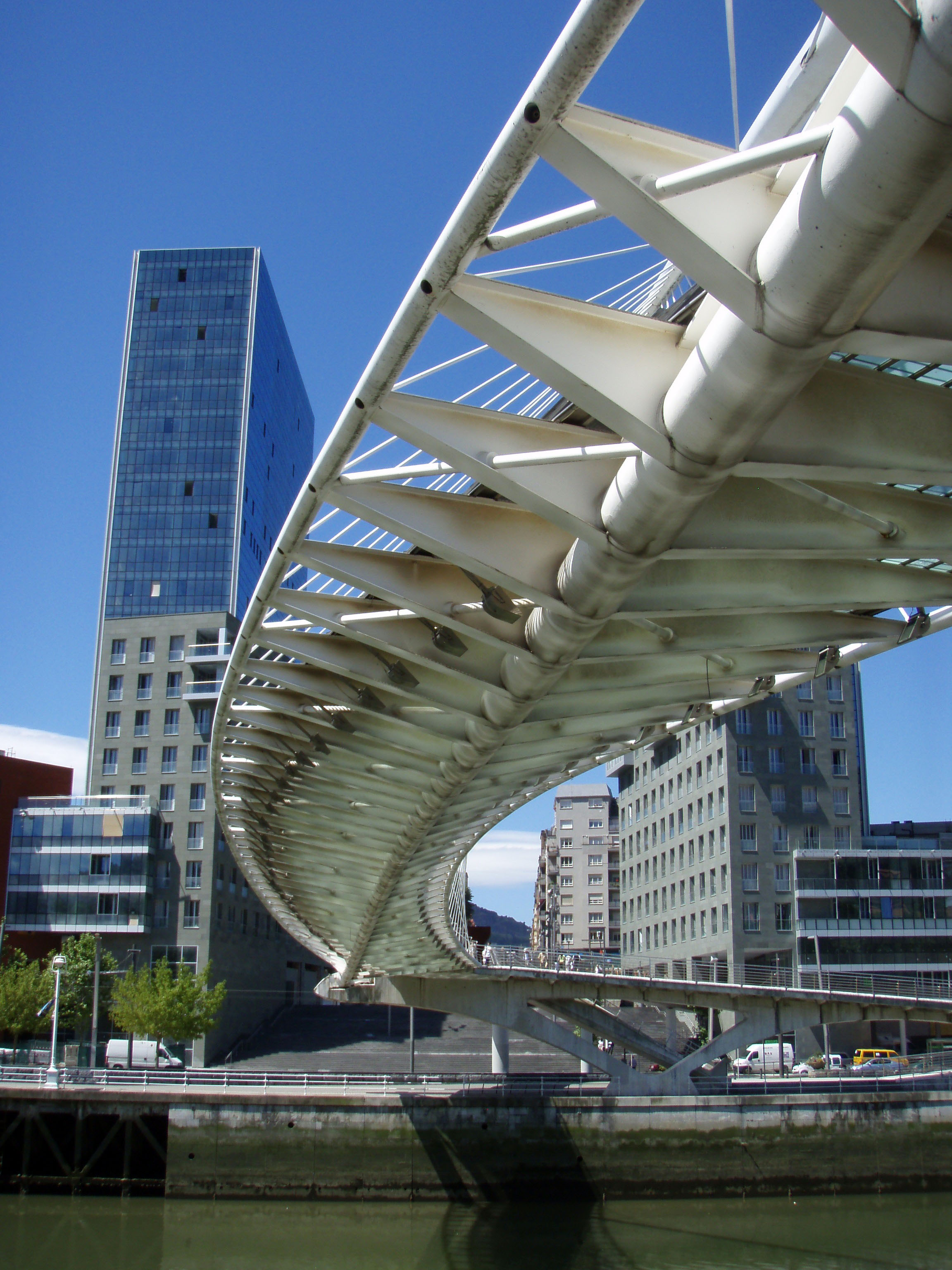
Perspectiva inferior

É autoria do arquiteto valenciano Santiago Calatrava. As obras começaram em 1990 e foi inaugurada em 30 de maio de 1997.
O design consiste num arco inclinado que liga duas plataformas, com rampas de acesso e escadas em ambas as margens, que sustém a estrutura pedestre com cabos de ferro. A ponte toda está pintada de branco, como é comum nas estruturas de Calatrava.
Desde a sua inauguração, quase simultânea com a do Museu Guggenheim, o Zubizuri foi um símbolo da nova Bilbau, constituindo mais um elemento turístico do passeio da Ria. É um passeio obrigado dos passageiros dos hotéis do Campo de Volantín ao supradito museu.

## Críticas

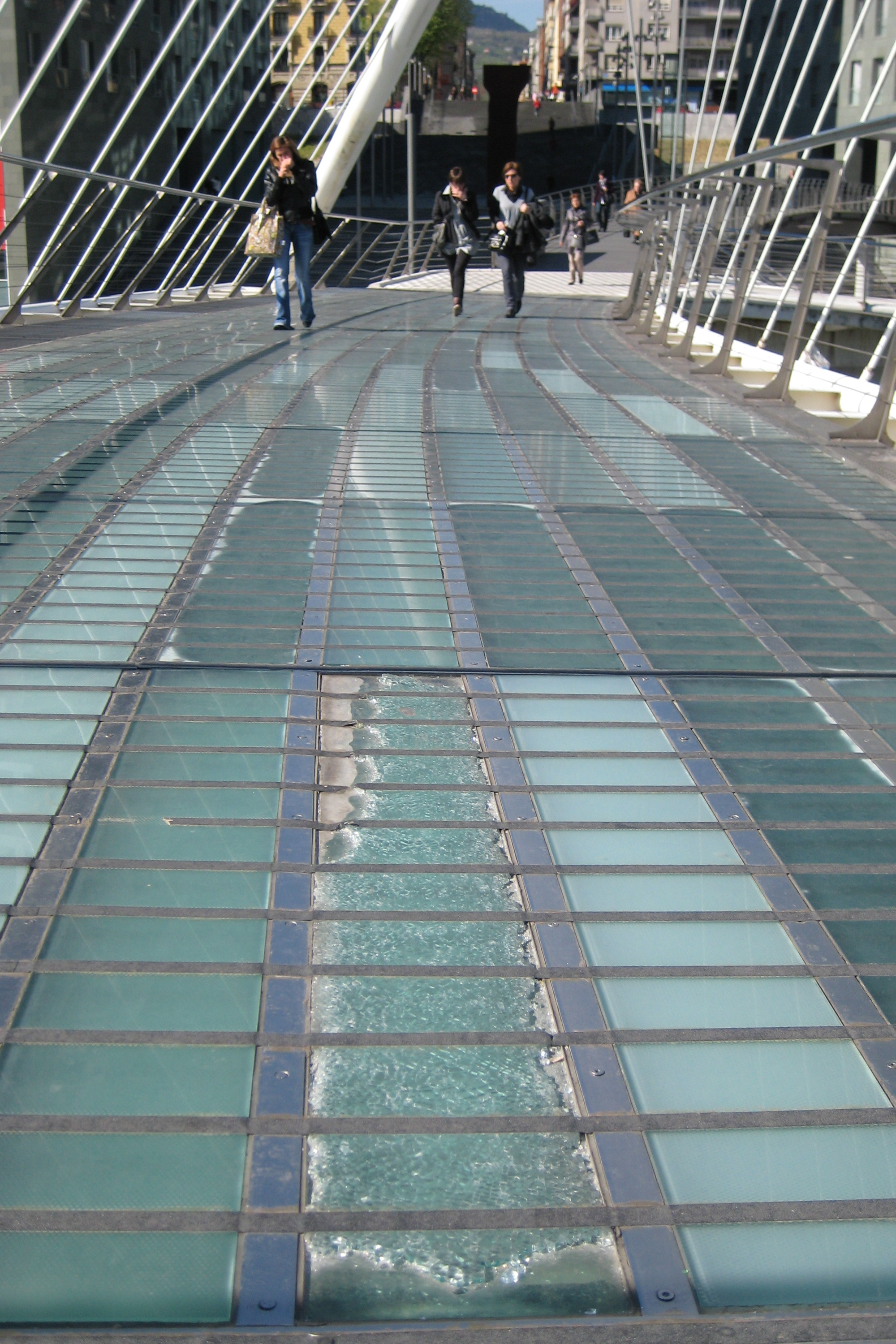
Pavimento da ponte, com fitas adesivas antiaderentes sobre as placas de cristal. Em primeiro plano, uma placa rota.

A ponte é localmente conhecida pela sua superfície de cristal altamente escorregadia, dado o clima úmido da cidade. Adicionalmente, o design original liga o Campo de Volantín com Uribitarte, dois passeios a pouca altura sobre a ria, e não com a Alameda de Mazarredo, que é uma rua mais alta e que permite ao acesso ao centro da cidade. Para facilitar esse acesso, as autoridades locais adicionaram um andaime com escadas temporalmente, mas tiveram de retirá-lo pelos protestos de Calatrava.
Os cidadãos de Bilbau já criticaram também a pouca funcionalidade do aeroporto local, também concebido por Calatrava.

### Polêmica com o Município de Bilbau

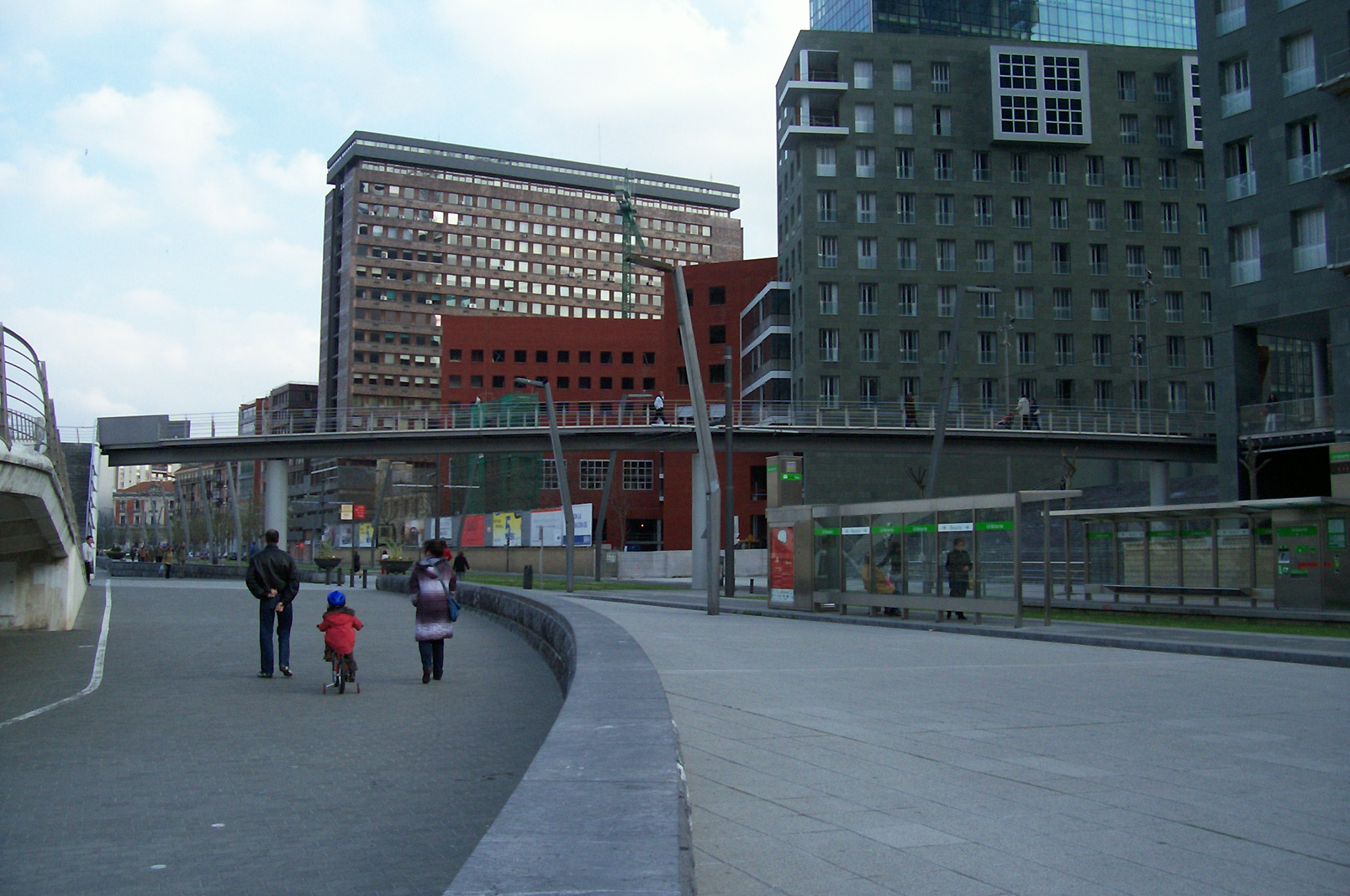
Passarela entre as Torres Isozaki e o Zubizuri

Em 2006, o Município de Bilbau autorizou ao arquiteto japonês Arata Isozaki a erguer uma plataforma que ligasse a passarela Zubizuri com o passeio das Torres Isozaki Atea.
Calatrava respondeu em fevereiro de 2007, denunciando o Município de Bilbau pelos direitos morais (uma parte da propriedade intelectual, sob a Lei espanhola de direito de autor) da integridade da sua criação, pois uma barra de metal foi cortada.
O prefeito de Bilbau, Iñaki Azkuna, com o apoio do resto dos vereadores reclamaram os direitos dos donos (Bilbau) face os do arquiteto, assim como a funcionalidade da nova passarela, e recordaram as caídas dos usuários da ponte e o custo das reparações do pavimento de cristal (6000 euros por ano, segundo o porta-voz do Partido Popular,  Antonio Basagoiti).
Juristas e arquitetos locais apoiaram a posição do Município, argumentando que as modificações não afetam os direitos de Calatrava.
Em novembro de 2007, um juiz local, magistrado do Mercantil, acordou que havia um dano nos direitos morais do criador, porém sentenciou em favor do município bilbainho e permitiu a ligação de Isozaki. Calatrava apelou o erro e a Audiência Provincial de Biscaia retificou o ditame do juiz. Em março de 2009 condenou a pagar ao Município 30 000€ em conceito de indenização ao conhecido arquiteto. Contudo, o tribunal considerou desproporcionada a quantidade solicitada pelo demandante, três milhões de euros. O arquiteto valenciano decidiu doar essa quantidade à Casa da Misericórdia de Bilbau.